# Арлё
Арлё (фр. Arleux) — коммуна на севере Франции, регион О-де-Франс, департамент Нор, округ Дуэ, кантон Аниш, в 14 км к югу от Дуэ, в 17 км к северо-западу от Камбре и в 20 км от автомагистрали А1 «Нор», в месте впадения реки Сансе в Северный канал.
Население (2017) — 3 219 чел.

## Достопримечательности
- Церковь Святого Николая XII века в романском стиле

## Экономика
Структура занятости населения:
- сельское хозяйство — 2,3 %
- промышленность — 6,8 %
- строительство — 4,5 %
- торговля, транспорт и сфера услуг — 33,5 %
- государственные и муниципальные службы — 53,0 %

Уровень безработицы (2017) — 13,9 % (Франция в целом — 13,4 %, департамент Нор — 17,6 %). 

Среднегодовой доход на 1 человека, евро (2017) — 20 350 (Франция в целом — 21 110, департамент Нор — 19 490).

## Демография
Динамика численности населения, чел.

## Администрация
Пост мэра Арлё с 2017 года занимает Брюно Вандвиль (Bruno Vandeville). На муниципальных выборах 2020 года возглавляемый им правый блок победил во 2-м туре, получив 47,05 % голосов (из трех блоков)
| Период | Период | Фамилия        | Партия                                                                       | Примечания                                        |
| ------ | ------ | -------------- | ---------------------------------------------------------------------------- | ------------------------------------------------- |
| 1971   | 1994   | Эмиль Бошам    | Коммунистическая партия                                                      |                                                   |
| 1995   | 1995   | Фердинанд Бине | Коммунистическая партия                                                      |                                                   |
| 1995   | 2017   | Патрик Макле   | Объединение в поддержку Республики, Союз за народное движение, Республиканцы | сенатор, член Регионального совета Нор-Па-де-Кале |
| 2017   |        | Брюно Вандвиль | Союз демократов и независимых, Разные правые                                 |                                                   |

## Знаменитые уроженцы
- Филипп-Антуан Мерлен (1754—1838), юрист и политический деятель в период Французской революции
- Константин Пекёр (1801—1887), экономист и теоретик социализма

## Галерея
- Романская церковь Святого Николая XII века
- Северный канал в Арлё
- Культурный центр Мулен

1. 1 2  база данных о французских коммунах — Национальный географический институт Франции, 2015.